# Lijst van burgemeesters van Cadier en Keer
Dit is een lijst van burgemeesters van de voormalige Nederlandse gemeente Cadier en Keer vanaf de vorming in 1828 tot die gemeente op 1 januari 1982 opging in de gemeente Margraten.
| Ambtsperiode | Naam burgemeester         | Partij of stroming    | Bijzonderheden                                                                                 |
| ------------ | ------------------------- | --------------------- | ---------------------------------------------------------------------------------------------- |
| 1829 - 18??  | R.S. Pichot du Plessis    |                       |                                                                                                |
| 1836 - 1847  | Egidius (Gillis) Vliegen  |                       |                                                                                                |
| 1847 - 1855  | J. Schreurs               |                       |                                                                                                |
| 1855 - 1879  | Joannes Petrus Brouwers   |                       |                                                                                                |
| 1879 - 1886  | Joannes Hubertus Ruwet    |                       |                                                                                                |
| 1886 - 1896  | Egidius (E.) Vliegen      |                       |                                                                                                |
| 1896 - 1919  | M. Thomassen              |                       |                                                                                                |
| 1919 - 1941  | A.M.P. Thomassen          | partijloos, later NSB | tevens burgemeester van Heer (1917-1941), later burgemeester van Kerkrade en 's-Hertogenbosch  |
| 1941 - 1942  | J.M.W. Rösener Manz       | NSB                   | tevens burgemeester van Heer, later burgemeester van Weert                                     |
| 1942 - 1944  | J.C.H. Lardinois          |                       | tevens waarnemend burgemeester van Bemelen (1943-1944)                                         |
| 1944 - 1945  | J.J.E.H. Ronckers         |                       | waarnemend, tevens burgemeester van Margraten                                                  |
| 1945 - 1947  | Emile (H.J.L.E.) Duijsens |                       | later burgemeester van Eijsden                                                                 |
| 1947 - 1964  | Leon (L.H.H.) Huyben      |                       | later burgemeester van Bergen (L)                                                              |
| 1964 - 1982  | Jef (H.J.R.) van Laar     | KVP                   | tevens burgemeester van Gronsveld (1969-1982), waarnemend burgemeester van Eijsden (1970-1971) |